# Baudres
Baudres é uma comuna francesa na região administrativa do Centro, no departamento Indre. Estende-se por uma área de 26,68 km². Em 2010 a comuna tinha 437 habitantes (densidade: 16,4 hab./km²).